# Raión de Berezne
Berezne (en ucraniano: Березнівський район) era un raión o distrito de Ucrania ubicado en el óblast de Rivne. 
El raión fue disuelto y su territorio se fusionó con el raión de Rivne el 18 de julio de 2020, como parte de una reforma administrativa de Ucrania que redujo el número de raiones del óblast de Rivne a cuatro 
Comprendía una superficie de 1720 km².
La capital era la ciudad de Berezne.

## Demografía
Según estimación de 2010 contaba con una población total de 62500 habitantes.

## Otros datos
El código KOATUU era 5620400000; el código postal, 34600, y el prefijo telefónico, +380 3653.